# The Heart of Hank
| Recensione | Giudizio |
| ---------- | -------- |
| AllMusic   | [ 1 ]    |

The Heart of Hank è un album discografico di Hank Cochran, pubblicato dall'etichetta discografica Monument Records nel marzo del 1968.

## Tracce
Lato A
1. Has Anybody Seen Me Lately – 2:04 (Harlan Howard) – Registrato nell'aprile 1967 al Fred Foster Sound Studio di Nashville, Tennessee
2. Happy Goodbye – 2:16 (Hank Cochran) – Registrato nell'aprile 1967 al Fred Foster Sound Studio di Nashville, Tennessee
3. I Woke Up – 2:49 (Hank Cochran) – Registrato nell'aprile 1967 al Fred Foster Sound Studio di Nashville, Tennessee
4. Just for the Record – 2:35 (Hank Cochran) – Registrato (probabilmente) nella primavera del 1967 al Fred Foster Sound Studio di Nashville, Tennessee
5. Tootsie's Orchard Lounge – 2:32 (Harlan Howard) – Registrato il 28 dicembre 1966 al Fred Foster Sound Studio di Nashville, Tennessee
6. I Just Burned a Dream – 2:49 (Hank Cochran) – Registrato il 28 dicembre 1966 al Fred Foster Sound Studio di Nashville, Tennessee

Lato B
1. Yesterday's Memories – 2:44 (Hank Cochran) – Registrato (probabilmente) nella primavera del 1967 al Fred Foster Sound Studio di Nashville, Tennessee
2. All of You Belongs to Me (Il titolo del brano è quello riportato sul retrocopertina LP originale, altre volte è riportato come All of Me Belongs to You) – 2:12 (Merle Haggard) – Registrato il 28 dicembre 1966 al Fred Foster Sound Studio di Nashville, Tennessee
3. When You Gotta Go – 2:09 (Harlan Howard) – Registrato (probabilmente) nella primavera del 1967 al Fred Foster Sound Studio di Nashville, Tennessee
4. It Couldn't Happen to a Nicer Guy – 2:17 (Hank Cochran) – Registrato nell'aprile 1967 al Fred Foster Sound Studio di Nashville, Tennessee
5. Speak Well of Me to the Kids – 3:10 (Hank Cochran) – Registrato il 28 dicembre 1966 al Fred Foster Sound Studio di Nashville, Tennessee
6. Somewhere in My Dreams – 2:39 (Hank Cochran) – Registrato (probabilmente) nella primavera del 1967 al Fred Foster Sound Studio di Nashville, Tennessee

Edizione CD del 2005 (dal titolo The Heart of Hank: The Monument Sessions), pubblicato dalla Koch Records (Koch 9846)
1. Has Anybody Seen Me Lately – 2:08 (Harlan Howard)
2. Happy Goodbye – 2:19 (Hank Cochran)
3. I Woke Up – 2:54 (Hank Cochran)
4. Just for the Record – 2:36 (Hank Cochran)
5. Tootsie's Orchard Lounge – 2:32 (Harlan Howard)
6. I Just Burned a Dream – 2:51 (Hank Cochran)
7. Yesterday's Memories – 2:47 (Hank Cochran)
8. All of Me Belongs to You – 2:14 (Merle Haggard)
9. When You Gotta Go "You Gotta Go" – 2:06 (Harlan Howard)
10. It Couldn't Happen to a Nicer Guy – 2:19 (Hank Cochran)
11. Speak Well of Me to the Kids – 3:14 (Hank Cochran)
12. Somewhere in My Dreams – 2:41 (Hank Cochran)
13. A Good Country Song – 2:42 (Hank Cochran) – Registrato il 28 dicembre 1962 a Nashville, Tennessee
14. Same Old Hurt – 2:43 (Hank Cochran) – Registrato il 28 dicembre 1962 a Nashville, Tennessee
15. If She Could See Me Now – 2:41 (Hank Cochran) – Registrato il 28 dicembre 1962 a Nashville, Tennessee

## Musicisti
Has Anybody Seen Me Lately / Happy Goodbye / I Woke Up / It Couldn't Happen to a Nicer Guy
- Hank Cochran - voce
- Grady Martin - chitarra
- Wayne Moss - chitarra
- Ray Edenton - chitarra
- Lloyd Green - chitarra steel
- Hargus Robbins - pianoforte
- Charlie McCoy - armonica
- Bob Moore - basso
- Buddy Harman - batteria
- Willie Ackerman - batteria
- Fred Foster - produttore

Just for the Record / Yesterday's Memories / When You Gotta Go / Somewhere in My Dreams
- Hank Cochran - voce
- Grady Martin - chitarra
- Wayne Moss - chitarra
- Ray Edenton - chitarra
- Lloyd Green - chitarra steel
- Hargus Robbins - pianoforte
- Charlie McCoy - armonica
- Bob Moore - basso
- Buddy Harman - batteria
- Willie Ackerman - batteria
- Fred Foster - produttore

Tootsie's Orchard Lounge / I Just Burned a Dream / All of You Belongs to Me / Speak Well of Me to the Kids
- Hank Cochran - voce
- Grady Martin - chitarra
- Wayne Moss - chitarra
- Ray Edenton - chitarra
- Lloyd Green - chitarra steel
- Hargus Robbins - pianoforte
- Charlie McCoy - armonica
- Junior Huskey - basso
- Buddy Harman - batteria
- Willie Ackerman - batteria
- Fred Foster - produttore

A Good Country Song / Same Old Hurt / If She Could See Me Now
- Hank Cochran - voce
- (possibile) Harold Bradley - chitarra
- (possibile) Ray Edenton - chitarra
- (possibile) Buddy Emmons - chitarra steel
- (possibile) Hargus Robbins - pianoforte
- (possibile) Bob Moore - basso
- (possibile) Buddy Harman - batteria